# 'Ayy
'Ayy este un district în Guvernoratul Karak, Iordania.